# Liste de locutions latines commençant par H
Aller à l'index de locutions latines
habeas corpus« il faut que vous ayez le corps ». La procédure de provocatio antique constitue la forme primordiale de la procédure légale de l'appel telle qu'on la pratique aujourd'hui. C'est un précurseur du principe de l'habeas corpus qui apparaît au cours du Moyen Âge et énonce une liberté fondamentale, celle de ne pas être emprisonné sans jugement. Modèle servant à protéger la liberté individuelle, c’est-à-dire, la garde à vue, le contrôle judiciaire et les vérifications d’identité.
Habemus papam« Nous avons un pape » proclame en latin  le cardinal protodiacre à l'issue d'un conclave, depuis le balcon central de la basilique Saint-Pierre au Vatican, pour annoncer l'élection d'un nouveau pape, l'identité de l'élu et le nom de règne qu'il s'est choisi. Voir Duos habet et bene pendentes !.
Habent sua fata libelli« Les livres ont leur propre destinée. » Térence écrit au vers 1286 de son ouvrage De litteris, De syllabis, De Metris « Sur les lettres, les syllabes et les mètres » : Pro captu lectoris habent sua fata libelli « Par l'esprit du lecteur, les livres acquièrent leur propre destin. »
Hannibal ad portas ou Hannibal ante portas« Hannibal vient à nos portes » ou « Hannibal est devant nos portes. »  La seconde formule est plus pressante que la première. Les deux expriment la terreur qu'inspira Hannibal aux Romains et sont proverbiales pour désigner un danger immédiat et extrême. Voir aussi Annibal ad portas.
Hic et nunc« Ici et maintenant. »
Hic et ubique terrarum« Ici et partout sur la Terre. » (Devise de la Sorbonne.)
Hic jacet lupus« Ici est le loup. » "Le loup" : la cause, le nœud d'un problème, d'une difficulté. Expression toujours utilisée en français contemporain.
Hic Rhodus, hic salta« Voici Rhodes : saute ! » Formule d'une fable d'Ésope. Un athlète vaniteux assure qu'il a fait un saut extraordinaire alors qu'il se trouvait à Rhodes, et qu'il peut en produire des témoins. Un de ses auditeurs réplique que ce n'est pas nécessaire ; il suffit qu'il refasse le saut là où il est.
Hic terminus haeret« ce terme est fixé », « cette fin est arrêtée ». Malédiction de Didon envers Énée à la fin du Chant IV de l’Énéide de Virgile. Devise de Claude Gouffier, grand écuyer de France en 1546, que l’on retrouve en de nombreux endroits du château d'Oiron.
Hic sunt dracones« Ici sont des dragons »  Phrase de la cartographie médiévale utilisée pour désigner les territoires dangereux ou inconnus.
Hoc opus, hic labor est« Voilà le résultat, [mais] c'est du travail ». Traduit couramment par « C’est une entreprise, c’est un travail difficile » (Virgile, Énéide, livre VI, vers 129)
Hoc signo vinces« Par ce signe, tu vaincras ». Peu avant la bataille du pont Milvius (28 octobre 312), Constantin aurait reçu la vision du labarum (étendard figurant le chrisme) et entendu une voix miraculeuse lui faire cette prédiction. Variante : In hoc signo vinces.
Hodie mihi, cras tibi« Aujourd'hui pour moi, demain pour toi. » Traduit aussi : “Aujourd'hui mon tour, demain le tien.”
Homines quod volunt credunt« Les hommes croient ce qu'ils veulent croire. » La citation littérale est : Fere libenter homines id quod volunt credunt.
Homo homini lupus« L'Homme est un loup pour l'Homme. » L'expression est initialement dans la pièce de Plaute Asinaria « L'Asinaire » ou « La comédie des ânes », 494. Voir le texte ici
Homo sum, humani nil a me alienum puto« Je suis un homme ; rien de ce qui est humain ne m'est étranger » Souvent attribué à Térence (L'Héautontimorouménos), mais plus vraisemblablement dû à Sénèque (Lettres à Lucilius, 14, 45, 53). Voir ici le texte de Sénèque.
Honoris causa« Pour l'honneur ; de façon honorifique. »
Hora fugit, stat jus« L'heure fuit, le droit demeure. »
Horas non numero nisi serenas« Je ne compte les heures que si elles sont sereines. » (Inscription de cadran solaire.)
Horum omnium fortissimi sunt Belgae« De tous les peuples de la Gaule, les Belges sont les plus braves. » César, Commentaires sur la Guerre des Gaules, 1, 1, 3. Voir ici le texte de César.
Horresco referens« Je frémis en le racontant. » Exclamation d'Énée racontant la mort de Laocoon. Virgile, l’Énéide, 2. Souvent utilisée ironiquement.
Horribile dictu« Horrible à dire. »
Hostis humani generis« Ennemi de la race humaine » c'est-à-dire de l'Humanité tout entière. Cette formule généralement attribuée à Cicéron semble être plutôt une reformulation abrégée d'époque médiévale. Le texte de Cicéron est (De Officiis, iii, xxix, 107) : Nam pirata non est ex perduellium numero definitus, sed communis hostis omnium ; cum hoc nec fides debet nec ius iurandum esse commune. « Un pirate en effet n'est pas un adversaire auquel on fait la guerre, c'est l'ennemi commun du genre humain. Avec un être pareil il n'y a pas de foi qui tienne, il est hors la loi du serment. » On lira avec intérêt les réflexions de Hannah Arendt sur le crime contre tous, c'est-à-dire le Crime contre l'Humanité dans son ouvrage Eichmann à Jérusalem - Épilogue.
Aller à l'index de locutions latines

### Homo homini lupus
Plaute, Asinaria « L'Asinaire » 490-494. [Traduction : Henri Clouard ; Plaute, Théâtre ; Paris, Garnier, 1933.]
| LEONIDA Sequere hac ergo. Praefiscini hoc nunc dixerim ; nemo etiam me adcusavit merito meo, neque me alter Athenis est alter hodie quisquam, quoi credi recte aeque putent. MERCATOR Fortassis ! sed tamen me numquam hodie induces, ut tibi credam hoc argentum ignoto. Lupus est homo homini, non homo, quom, qualis sit, non gnovit. | LÉONIDAS Suis-moi donc. Soit dit sans me vanter, je n'ai jamais mérité un seul reproche, et l'on ne trouverait pas dans Athènes mon pareil pour la bonne réputation. LE MARCHAND Peut-être ; mais tu ne me persuaderas point de te livrer cet argent sans savoir qui tu es. L'homme qu'on ne connaît pas est un loup pour vous, et non un homme. |
Retour à la liste des locutions latines.

### Homo sum, humani nihil a me alienum puto
Sénèque, Lettres à Lucilius, 15, 95, 53 [Traduction : M. Charpentier - M. Lemaistre ; Œuvres de Sénèque le Philosophe avec la traduction française de la Collection Panckoucke, t. I ; Paris, Garnier, 1860.]
| Natura nos cognatos edidit, cum ex isdem et in eadem gigneret; haec nobis amorem indidit mutuum et sociabiles fecit. Illa aequum iustumque composuit; ex illius constitutione miserius est nocere quam laedi ; ex illius imperio paratae sint iuuandis manus. Ille uersus et in pectore et in ore sit : Homo sum, humani nihil a me alienum puto. Habeamus ! In commune nati sumus. Societas nostra lapidum fornicationi simillima est, quae, casura nisi in uicem obstarent, hoc ipso sustinetur. | La nature, en nous formant des mêmes éléments et pour les mêmes fins, nous a créés parents ; c'est elle qui nous a liés les uns aux autres par un attachement mutuel et nous a faits sociables ; elle qui a établi la justice et l'équité ; c'est la vertu de ses lois qu'il est plus fàcheux de faire que de recevoir du mal ; c'est d'après son ordre que nos mains doivent être toujours prêtes à secourir nos semblables. Ayons toujours, dans le cœur et à la bouche cette maxime : « Homme, je ne puis regarder comme étranger rien de ce qui touche les hommes ». Pénétrons-nous-en ; nous sommes certainement nés pour vivre en commun. Notre société ressemble à une voûte qui tomberait si ses diverses parties ne se prêtaient un support mutuel. |
Retour à la liste des locutions latines.

### Horum omnium fortissimi sunt Belgae
César, Commentaires sur la Guerre des Gaules, 1, 1, 3 [Traduction : Collection des Auteurs latins publiés sous la direction de M. Nisard ; Salluste, Jules César, C. Velleius Paterculus et A. Florus ; Paris, Didot, 1865.]
| Gallia est omnis diuisa in partes tres, quarum unam incolunt Belgae, aliam Aquitani, tertiam qui ipsorum lingua Celtae, nostra Galli appellantur. Hi omnes lingua, institutis, legibus inter se differunt. Gallos ab Aquitanis Garumna flumen, a Belgis Matrona et Sequana diuidit. Horum omnium fortissimi sunt Belgae, propterea quod a cultu atque humanitate prouinciae longissime absunt, minimeque ad eos mercatores saepe commeant atque ea quae ad effeminandos animos pertinent important, proximique sunt Germanis, qui trans Rhenum incolunt, quibuscum continenter bellum gerunt. | Toute la Gaule est divisée en trois parties, dont l'une est habitée par les Belges, l'autre par les Aquitains, la troisième par ceux qui, dans leur langue, se nomment Celtes et dans la nôtre Gaulois. Ces nations diffèrent entre elles par le langage, les institutions et les lois. Les Gaulois sont séparés des Aquitains par la Garonne, des Belges par la Marne et la Seine. Les Belges sont les plus braves de tous ces peuples, parce qu'ils restent tout à fait étrangers à la politesse et à la civilisation de la province romaine et que les marchands, allant rarement chez eux, ne leur portent point ce qui contribue à énerver le courage : d'ailleurs, voisins des Germains qui habitent au-delà du Rhin, ils sont continuellement en guerre avec eux. |
Retour à la liste des locutions latines.